# Dekanat Dobrzyca
Dekanat Dobrzyca – jeden z 33 dekanatów w rzymskokatolickiej diecezji kaliskiej.

## Parafie
W skład dekanatu wchodzi 7 parafii:
- parafia św. Tekli – Dobrzyca
- parafia św. Barbary – Karmin
- parafia św. Mikołaja i Matki Bożej Szkaplerznej – Koryta
- parafia Najświętszej Maryi Panny Wniebowziętej – Lutynia
- parafia Najświętszej Maryi Panny Królowej Korony Polskiej – Nowa Wieś
- parafia św. Marii Magdaleny – Sośnica
- parafia Narodzenia Najświętszej Maryi Panny – Wałków

## Sąsiednie dekanaty
Czermin, Jarocin, Koźmin, Pleszew, Raszków